# 국가통화위원회
국가통화의원회(National Monetary Commission)는 미국에서 1908년 제정된 앨드리치 브리랜드 법으로 만들어진 조직이다. 1907년 공황 이후 이 위원회는 미국의 은행법과 유럽의 선진국을 연구했다. 이 위원회의 의장은 공화당 상원의원 넬슨 앨드리치였고, 개인적으로 유럽의 자본을 연구하기 위해 전문가 팀을 이끌었다. 그들은 유럽의 금융 제도가 얼마나 더 효율적인 지, 그리고 국제 무역에서 달러가 파운드나 프랑, 마르크보다 얼마나 더 중요한 지 알아내고서 깜짝 놀랐다. 이 위원회의 보고서와 권고안은 1913년 제정되어 연방준비제도를 만들게 하는 〈연방준비법〉의 입안을 위한 원칙적 토대가 되었다.

## 배경
1890년대 후반과 1900년대 초반의 공황에 따라서, 미국인들은 기본적 개혁의 필요성을 제기했다. 제1차 세계대전 이전의 가장 고통스러웠던 경제 위기의 국면은 경제의 미래에 대해 알게 되었을 때 그들의 자산을 현금화시키기 위해 개인들이 은행과 기업으로 달려가는 것이었다. 이러한 뱅크런을 누그러뜨리는 가장 보편적인 방법이 하루 최대 인출액을 제한하거나, 정지해서 위기 때마다 지불을 정지시키는 것이었다.
남동부 지방과 중서부 지방에서, 결과적인 현금 부족은 매우 심각해서 지방결제소가 비상 화폐를 발급했다.

## 참고
- Dewald, William G. "The national monetary commission: a look back." Journal of Money, Credit and Banking (1972) 4#4 pp: 930-956. in JSTOR
- Law Librarians' Society of Washington, D.C., Inc., "The Federal Reserve Act of 1913 - A Legislative History", 2009 (https://web.archive.org/web/20100324115751/http://www.llsdc.org/FRA%2DLH/)
- Meltzer, Allan H. A History of the Federal Reserve, Volume 1: 1913-1951 (2004)
- Mitchell, Wesley C. (1911). The Publications of the National Monetary Commission, Quarterly Journal of Economics, Vol. 25: 3, pp. 563 - 593. in JSTOR
- Stephenson, Nathaniel W. Nelson W. Aldrich: A Leader In American Politics. 1930, scholarly biography
- Wells, Donald R. The Federal Reserve System: A History (2004)
- Wicker, Elmus . The Great Debate on Banking Reform: Nelson Aldrich And Origins of the Fed (2005).
- Wood, John H. A History of Central Banking in Great Britain and the United States (2005).